# Arie Maasland

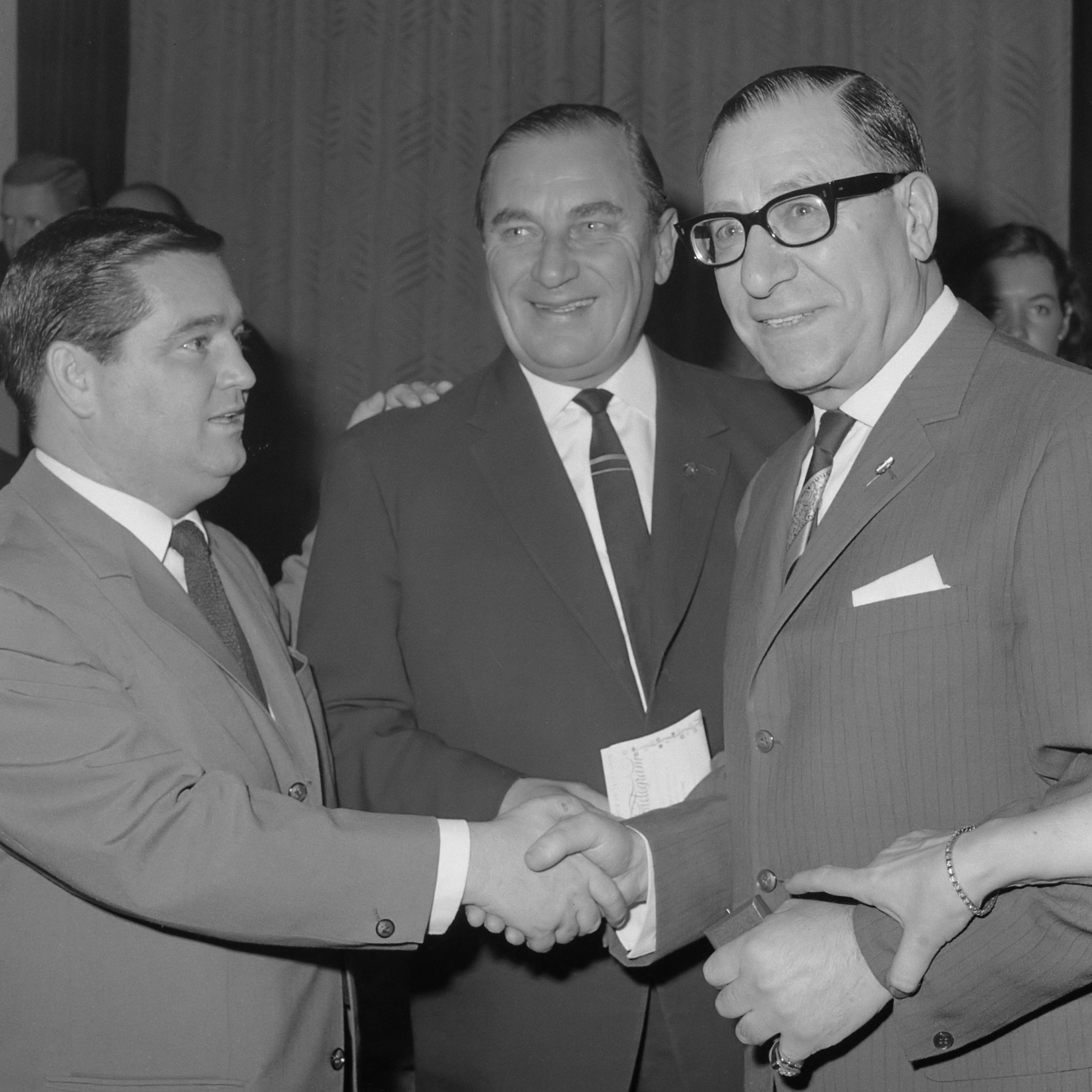
Willy Alberti, Arie Maasland und Bob Scholte (1966)

ArieMaasland (* 26. Mai 1908 in Rotterdam, Niederlande; † 22. November 1980 in Bussum) war ein niederländischer Komponist und Musiker des Genres HaFaBra-Musik und Tanzmusik. Viele seiner Werke wurden unter dem Künstlernamen Malando veröffentlicht.

## Leben
Schon im Alter von sechs Jahren erhielt Maasland Klavierunterricht bei Jan Kriek. Nach seiner HBS-Ausbildung  begann Maasland ein Studium als Architekturzeichner. Aber bald wechselte er zur Musik. Bereits als Student gründete er ein Orchester. Später war er Leiter des Ensembles „The Jumping Jacks“, eines Sextetts, in dem er von 1933 bis 1939 als Akkordeonist und Perkussionist spielte. Er schrieb auch Kompositionen und Arrangements für dieses Sextett und bemerkte, dass sich das Publikum insbesondere für Tango begeisterte. Er kreierte bald seinen eigenen Tangostil. Sein Opus 4 ist ein Tango mit dem Titel Olé Guapa, den er für seine Frau spontan in der Wartezeit schrieb, als sie beim Tageseinkauf war. Er wurde zum Ohrwurm und Klassiker der Tangos.
1939 gründete er sein eigenes Orchester, das am 1. Juli 1939 in Leeuwarden im Tanz-Cabaret des Hotels „Spoorzicht“ seine Premiere hatte. Während des Zweiten Weltkriegs war es ihm und zwei anderen Orchestermitgliedern möglich, von einem Transport zum Durchgangslager Amersfoort zu entkommen. Nach der Befreiung konnte das Orchester wieder auftreten, aber in den ersten Jahren trat Maasland auch zusammen mit Jan Gorissen als Akkordeon-Duo „Malgori“ auf. Ein Vertrag mit der VARA im Jahr 1946 erhöhte das Ansehen des Orchesters und der Siegeszug dauerte von 1947 bis 1960 an. In dieser Zeit gab es unzählige Tourneen durch Europa, die Niederländisch-Ostindischen Inseln und ab 1960 auch durch Japan. 1968 unternahm Maasland eine Reise durch Argentinien, das Mutterland des Tangos. Am 23. Mai 1979 verabschiedete er sich schließlich mit einer VARA-Fernsehshow von der Öffentlichkeit.
Sein Gesamtwerk umfasst rund 150 Kompositionen. Er schrieb für Orchester, Blasorchester und andere Medien. Maasland wurde oft ausgezeichnet, wie 1959 in Pavia, Italien, mit dem Oscar Mondiale als bester Akkordeonist, 1964 mit dem Edison Award und zwei Jahre später mit der Gouden Harp (dt.: „Goldenen Harfe“) der Conamus Stiftung. 1973 erhielt er einen Preis des niederländischen Königshauses.
Maasland war seit dem 31. Oktober 1934 mit Johanna Cornelia van der Star (genannt ‘Annie’) verheiratet, mit der er die Tochter Lia hatte. Der Enkel, Danny Malando, ist ein bekannter Filmkomponist und Leiter eines Tango-Orchesters, das vorzugsweise die Werke seines Großvaters spielt.

## Kompositionen
- 1935 „Annie“, Tango, op. 1

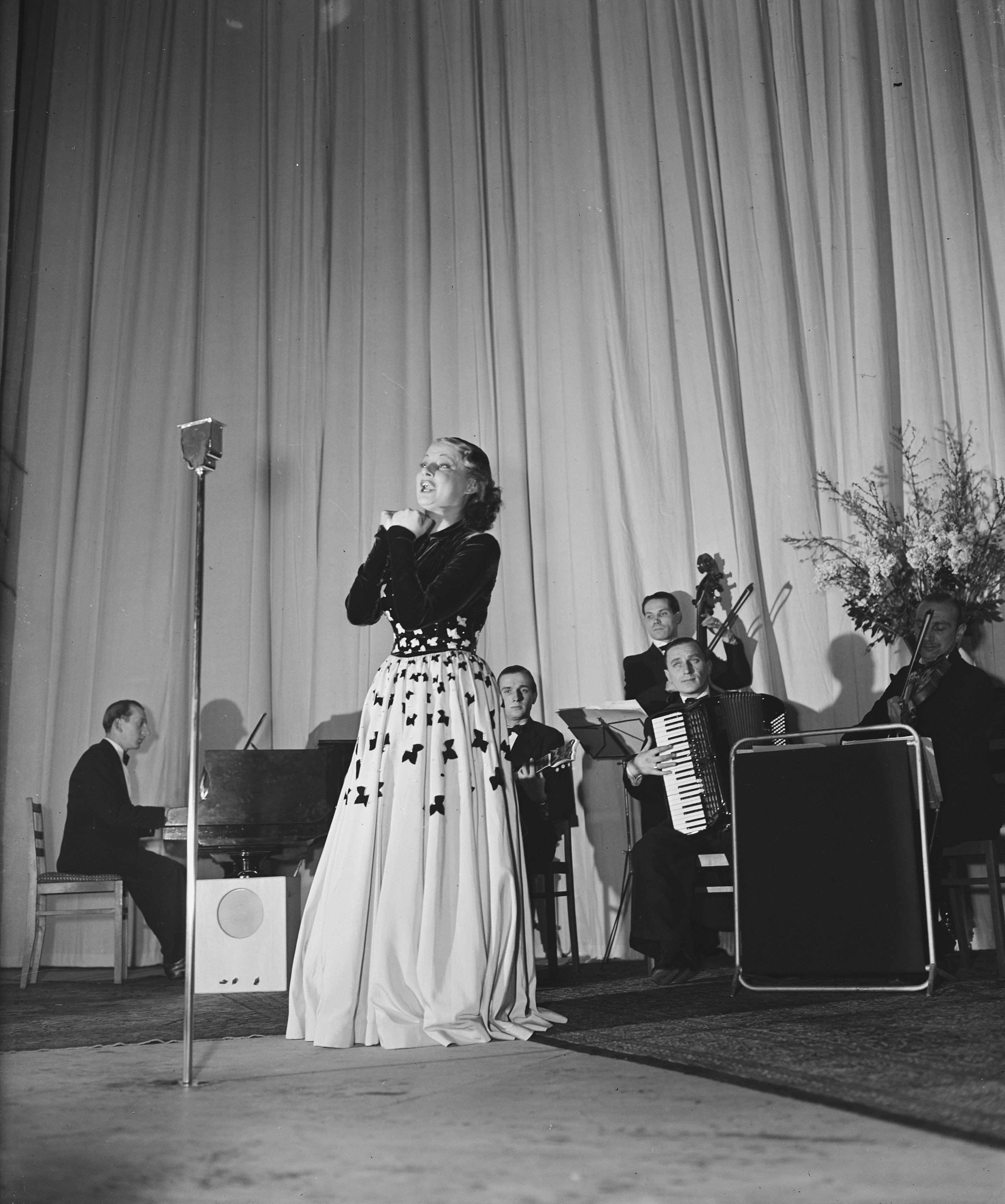
Malando-Orchester als Begleitung für Rina Ketty (1946)

- 1937 Olé Guapa (ursprünglich: Cosmopoliet"), Tango, op. 4
  - Bonita Niña, Tango
  - Cornelita, Tango
- 1940 Guapita, Tango
- 1942 Tango für zwei
- 1943 „Manolita“, Rumba

Noche de Estrellas, Tango
- 1951 Rambla de Flores, Paso Doble
- 1955 Campanillas, Tango
- 1957 Con Sentimento, Tango
- 1962 Soleado, Tango
  - „Cordilleras de los Andes“, Suite
- # Cotopaxi
  - Illimani
- # Coropuna
  - Noche de primavera, Tango
  - Pedrita, Tango
- Flusszyklus „Los Rios“ (Malando/Kees Vlak), Suite
- # Río Negro
- # Yapura
- # Orinoco
- # Chubut
- „Spanischer Walzer“

## Bibliographie
- Cor Gout: Frans Wanders und das Malando-Orchester – Kein Schnee an der Tür. In: Schaublatt, vol. 137, S. 32–35.
- Biografie von Frans Oudejans im Biografischen Wörterbuch der Niederlande
- Arie Malando, HeBu Musikverlag
- Malando And His Tango Orchestra, Mitglieder: Arie Malando, Danny Malando, Evert Overweg